# Relaciones entre Bielorrusia y Polonia
La República de Bielorrusia y la República de Polonia establecieron relaciones diplomáticas el 2 de marzo de 1992. Polonia fue uno de los primeros países en reconocer la independencia de Bielorrusia. Los dos países comparten frontera y tienen una larga historia en común, al haber formado parte de la Mancomunidad Polaco-Lituana y posteriormente del Imperio ruso. Se incorporaron a la ONU en octubre de 1945 como miembros originales.
Las relaciones culturales entre Bielorrusia y Polonia son relativamente cordiales, pero sus relaciones diplomáticas se han tensado mucho en tiempos recientes.[actualizar] Polonia forma parte de la OTAN y de la Unión Europea, y su política exterior proestadounidense choca con la postura tradicionalmente prorrusa de Bielorrusia, lo que perjudica el curso de sus relaciones bilaterales (véase Relaciones Rusia-Unión Europea).

## Geografía
Bielorrusia y Polonia tienen una frontera en común de unos 418 km de largo que divide el bosque primario de Białowieża en dos parques nacionales, uno bielorruso y otro polaco.
Los polacos conforman el 3,9% de la población de Bielorrusia, según el censo bielorruso de 1999. Asimismo, el censo polaco de 2011 cuenta 43 880 bielorrusos en Polonia.

## Misiones diplomáticas permanentes
- Bielorrusia tiene una embajada en Varsovia, un consulado general en Białystok y un consulado en Biała Podlaska.[3]
- Polonia tiene una embajada en Minsk y consulados generales en Brest y Grodno.[4]

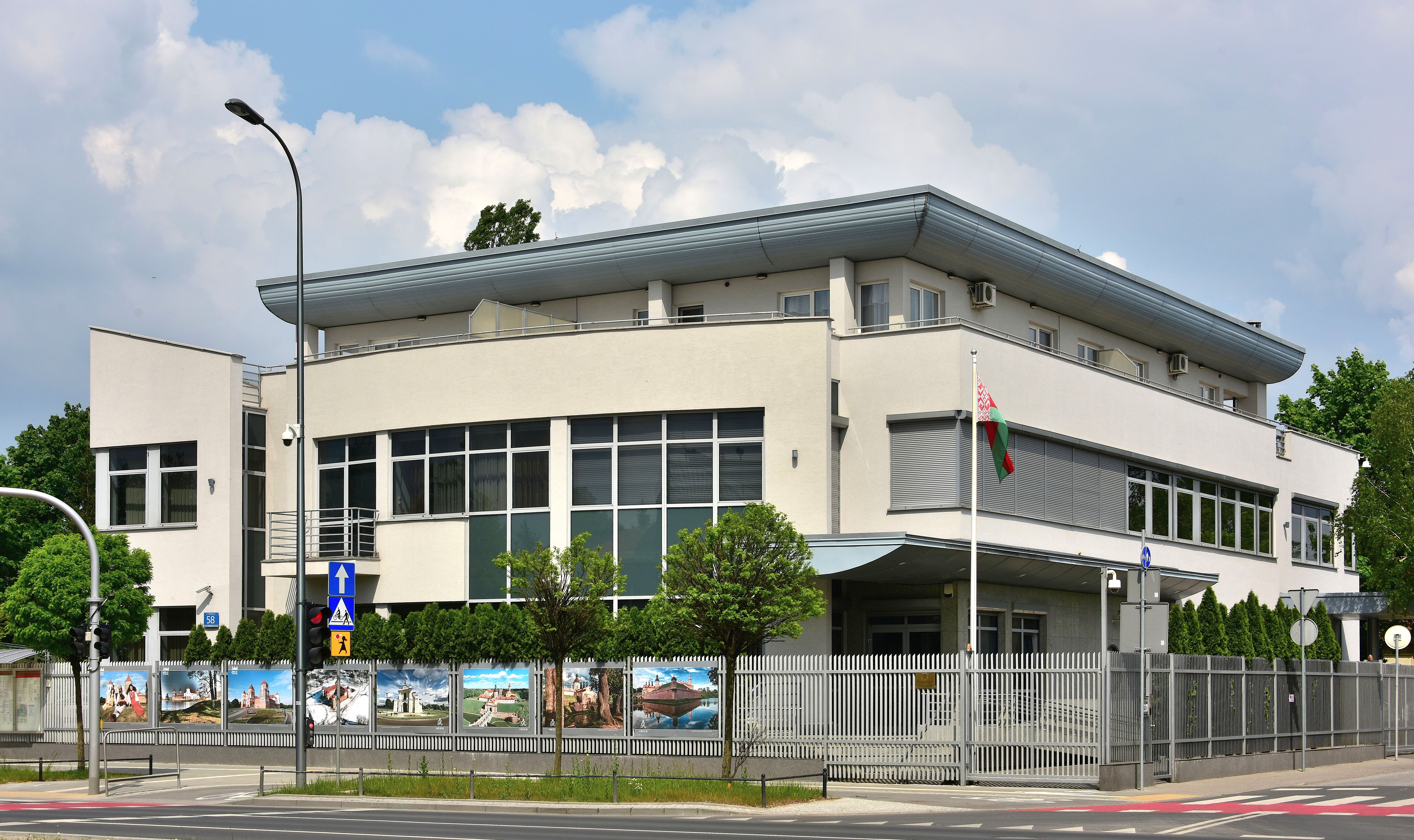
Embajada de Bielorrusia en Varsovia
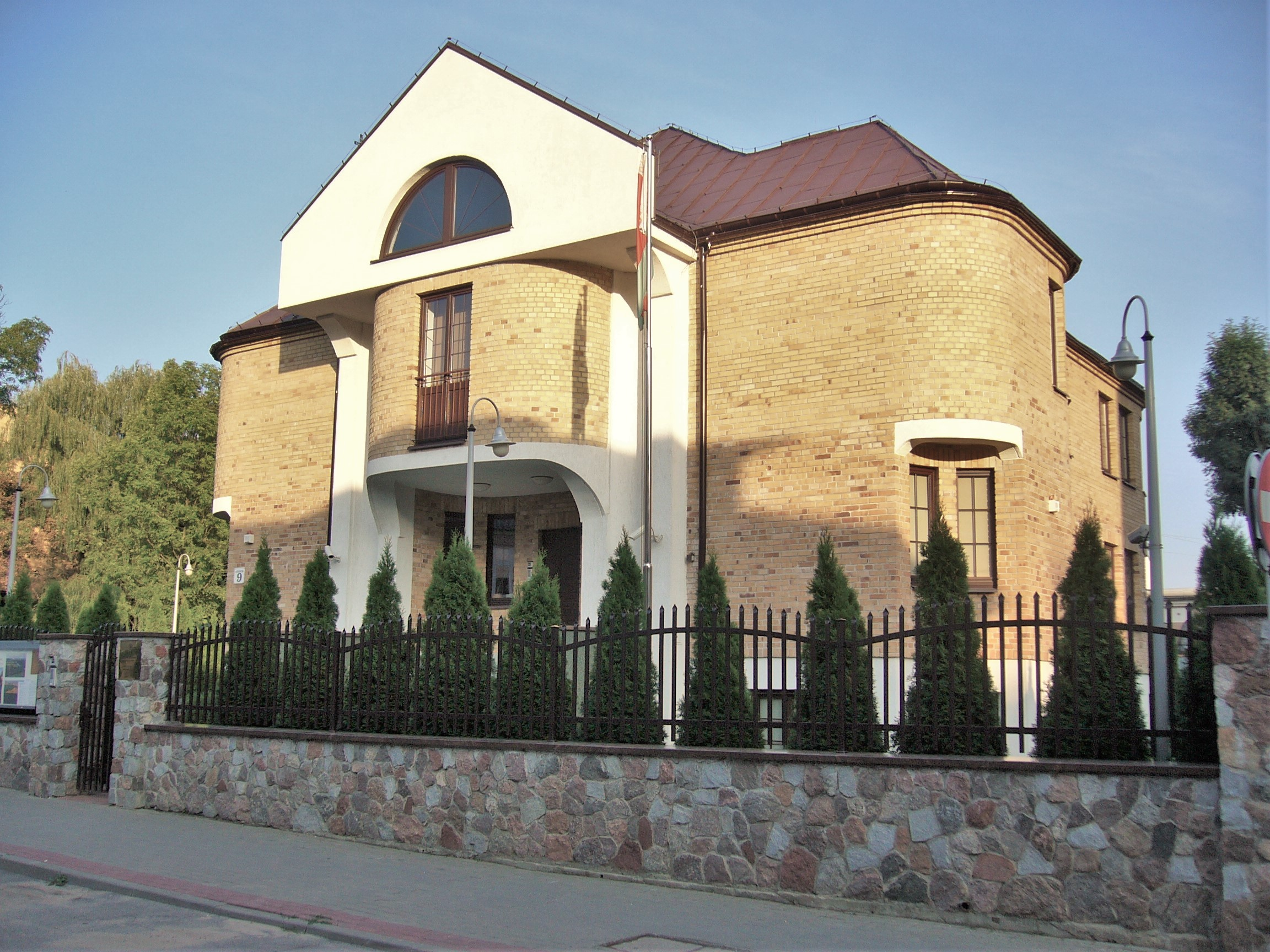
Consulado General de Bielorrusia en Białystok

## Historia
En agosto de 2011, el activista Alés Bialiatski fue detenido, acusado de evasión fiscal. La acusación fue posible gracias a la filtración de registros financieros en Lituania y Polonia.
Tras las elecciones presidenciales bielorrusas de 2020, se produjeron numerosas protestas cuestionando su legitimidad, a lo que se sumaron llamados de Polonia y otros países occidentales que reclamaban unas nuevas elecciones. La candidata principal de la oposición, Svetlana Tijanóvskaya, huyó del país a Polonia y posteriormente a Lituania. El gobierno polaco asignó una villa situada en el distrito varsoviano de Praga-Południe para el uso de la oposición bielorrusa, y dio refugio al jefe de la oposición Valeri Tsepkalo. Además, el primer ministro polaco Mateusz Morawiecki prometió aportar su apoyo a la oposición, lo que irritó al presidente bielorruso Lukashenko y a sus aliados. Polonia también acoge la cadena de noticias bielorrusa Nexta, que ha desempeñado un papel clave en la organización de las protestas, y su gobierno ha prometido aportar 11 millones de euros a la sociedad civil y a los medios independientes bielorrusos.
En mayo de 2021, las autoridades bielorrusas forzaron el aterrizaje de emergencia del avión comercial en que viajaba el periodista y opositor Román Protasévich para detenerlo. La UE y otros países occidentales, que ya aplicaron sanciones contra Bielorrusia por la represión ejercida por el gobierno contra la oposición, las endurecieron ante este nuevo incidente.

### Crisis migratoria
También en 2021, el gobierno de Lukashenko empezó a facilitar el tránsito de refugiados provenientes de Irak, Afganistán y Siria a la fronteras con Polonia, Letonia y Lituania, favoreciendo su entrada irregular a la Unión Europea. Los tres países reforzaron sus fronteras y recurrieron al estado de emergencia para frenar el flujo migratorio, lo que a su vez dejó a miles de migrantes atrapados en las áreas fronterizas, como el bosque de Białowieża. Polonia y Lituania calificaron la acción de Bielorrusia de «guerra híbrida».